# Je ne me vois pas briller
Albums de Jul
L'Ovni
(2016) La tête dans les nuages
(2017)
Singles
1. Je ne me vois pas briller
Sortie : 17 mai 2017
2. Beely
Sortie : 15 juin 2017
3. Ma jolie
Sortie : 30 juin 2017

Je ne me vois pas briller est le septième album studio du rappeur français Jul sorti le 30 juin 2017 via le label D'or et de platine.

## Genèse
Six mois après L'Ovni et trois mois après son Album Gratuit Vol. 3, Jul publie son septième album studio. La couverture de la pochette montre Jul entouré de 46 jeunes de cité avec parmi eux Le Rat Luciano, emblématique rappeur de la Fonky Family.
Lors de sa première semaine, l'album s'écoule à 48 618 exemplaires, frôlant le disque d'or.
L'album devient disque d'or en dix jours et disque de platine en un mois. Il est certifié triple disque de platine en mai 2022, soit un peu moins de cinq ans après sa sortie.

## Liste des titres
| 1.  | Qui sait                           | 1:59 |
| 2.  | Je ne me vois pas briller          | 2:56 |
| 3.  | Saoûlé                             | 2:28 |
| 4.  | Va te faire foutre                 | 2:53 |
| 5.  | Beely                              | 3:03 |
| 6.  | C'est pas ma faute                 | 2:52 |
| 7.  | Full Option (feat. Le Rat Luciano) | 3:23 |
| 8.  | Ça rêve                            | 2:28 |
| 9.  | Ma jolie                           | 3:53 |
| 10. | Je suis resté le même              | 3:22 |
| 11. | Le 46 de Rossi                     | 2:42 |
| 12. | À la cité                          | 3:23 |
| 13. | Monde violent                      | 3:29 |
| 14. | Survêt du Milan (feat. Moubarak)   | 3:17 |
| 15. | Mon tiek ti amo (feat. Norey Fz)   | 3:34 |
| 16. | Y'a plus de doute                  | 2:19 |
| 17. | Comment te dire                    | 2:53 |
| 18. | Cagoulé (feat. Kalash Criminel)    | 3:06 |
| 19. | Vendetta                           | 4:36 |
| 20. | La zone (feat. Hors Ligne)         | 3:12 |
| 21. | Je ne joue pas les thugs           | 2:39 |
| 22. | Flêcheur fou                       | 3:40 |
| 23. | Quand on est pas là (feat. Ger)    | 3:30 |
| 24. | Tout va bene                       | 3:09 |

## Titres certifiés
- Ma jolie  Diamant[5]
- Je ne me vois pas briller  Platine
- Saoûlé  Or
- Beely  Or

## Clips
- 17 mai 2017 : Je ne me vois pas briller
- 15 juin 2017 : Beely
- 30 juin 2017 : Ma jolie

## Classements
| Classement (2017)            | Meilleure position |
| ---------------------------- | ------------------ |
| Belgique (Flandre Ultratop)  | 174                |
| Belgique (Wallonie Ultratop) | 2                  |
| France (SNEP)                | 1                  |
| Suisse (Schweizer Hitparade) | 24                 |

## Ventes et certifications
| Région        | Certification | Ventes/Streams |
| ------------- | ------------- | -------------- |
| France (SNEP) | 3 × Platine   | 300 000        |